# Eduard Roschmann

Fosterländska frontens baner, som innehåller det så kallade Kryckkorset.

Eduard Roschmann (alias "Federico Wegener"), född 25 november 1908 i Graz-Eggenberg, Österrike-Ungern, död 10 augusti 1977 i Asunción, Paraguay, var en österrikisk jurist och SS-Hauptscharführer. Under andra världskriget tillhörde han Einsatzgruppe A och Sicherheitsdienst i Lettland och var från januari till november 1943 kommendant för Rigas getto. 
Roschmanns brutalitet och sadism gav honom öknamnet "Slaktaren från Riga". Han tog aktiv del i förintelsen i Lettland och lät mörda och deportera tusentals judar. Efter andra världskriget flydde han till Sydamerika och undkom fram till sin död 1977 rättvisan. 

## Biografi
Roschmann var ursprungligen vinhandlare och senare anställd vid ett bryggeri.
År 1927 gick Roschmann med i österrikiska Fosterländska fronten som utgjorde en del av Heimatschutz. År 1938 inträdde han i NSDAP och SS. I januari 1941 anställdes Roschmann vid Reichssicherheitshauptamt (RSHA), Nazitysklands säkerhetsministerium, som hade till främsta uppgift att bekämpa Tredje Rikets fiender i och utanför rikets gränser. Roschmann tjänstgjorde vid Gestapo, som utgjorde departement IV inom RSHA och hade särskild kontakt med befälhavaren för Sicherheitspolizei (Sipo) och Sicherheitsdienst i Lettland, Rudolf Lange.

### Lettland
I slutet av juli 1941 inrättade den nazityska ockupationsmakten ett provisoriskt getto i Lettlands huvudstad Riga för att lättare kunna kontrollera och övervaka Rigas judar. Det var dock inte förrän den 25 oktober samma år som samtliga judar i Riga med omnejd koncentrerades till ett enda stort getto i södra Riga. Nästan 30 000 judar inhystes i bostäder i sexton kvarter. Högste ansvarig för gettot var Höhere SS- und Polizeiführer Ostland und Rußland-Nord (HSSPF; "Högre SS- och polischef") Hans-Adolf Prützmann och därefter hans efterträdare, Friedrich Jeckeln. 
Roschmann var kommendant för Rigas getto från januari till november 1943. I egenskap av kommendant var Roschmann ansvarig för omkring 3 800 judars död; 800 av dessa var barn under tio års ålder. Roschmann lät även deportera tusentals judar till koncentrations- och förintelselägret Auschwitz-Birkenau. Simon Wiesenthal har hävdat, att Roschmann "'hade ungefär 35 000 människors liv på sitt samvete'."

### Aktion Dünamünde
I mars 1942 lät de tyska myndigheter som ansvarade för Rigas getto och koncentrationslägret Jungfernhof mörda 3 740 tyska, österrikiska och tjeckiska judar som hade blivit deporterade till Lettland. Det rörde sig om gamla, sjuka och barn. Myndigheterna ljög för de tilltänkta offren och informerade dem om att de skulle förflyttas till ett bättre läger, benämnt Dünamünde, beläget utanför Riga. I verkligheten existerade inte detta läger, utan intentionen var att transportera judarna till ett skogsområde norr om Riga och arkebusera dem.

### Flykt och död
Roschmann greps 1947 för att han var medlem i en nynazistisk organisation, inte för sina brott under andra världskriget. En dag fick han veta att han skulle föras till Dachau, där en del misstänkta krigsförbrytare internerades och förhördes av de allierade. Roschmann insåg då det allvarliga i situationen, och när han fördes med tåg från Graz till Salzburg, lyckades han rymma vid ett stopp i Hallein på gränsen till Tyskland. Alla eftersökningsförsök efter Roschmann var fruktlösa.
Under några veckor höll sig Roschmann gömd i Ostermiething, innan han fick assistans att fly över gränsen till Italien, där han fann en fristad i ett franciskanerkloster på Via Sicilia i Rom. Roschmann åtnjöt biskop Alois Hudals personliga beskydd.  Genom ODESSA:s försorg kunde Roschmann senare resa till Argentina, där han flyttade in hos några av sin hustrus släktingar. Roschmann hade försetts med förfalskade identitetshandlingar, och gick under namnet Federico Wegener. Han blev anställd på en resebyrå, och senare förestod han ett byggföretag. 1955 gifte han sig med sin sekreterare Irmtraud Schubert trots att han fortfarande var gift. Denna angav sin make till myndigheterna och en arresteringsorder utfärdades för bigami. Sekreteraren lämnade dock Roschmann 1958 och fick giftermålet ogiltigförklarat i Västtyskland.
1960 utfärdades en internationell arresteringsorder mot Roschmann för misstänkta krigsförbrytelser. Länge förblev han på fri fot, men i juli 1977 arresterades han av argentinsk polis. Västtyskland begärde att Roschmann omedelbart skulle utlämnas, men de argentinska myndigheterna avslog denna begäran. Därefter flyttade Roschmann till Paraguay för att leva ett undanskymt liv i Asunción. Den 25 juli 1977 fördes Roschmann till sjukhus för hjärtproblem – kardiovaskulär chock. Så fort han kände sig på bättringsvägen, skrev han ut sig från sjukhuset. Han ämnade flytta ännu en gång, men han drabbades av en hjärtinfarkt och dog den 10 augusti 1977.
 Hans rätta identitet avslöjades inte förrän han var död. Roschmann begravdes i en fattiggrav.

## Eduard Roschmann inom populärkultur
Den brittiske författaren Frederick Forsyth utgav 1972 romanen Täcknamn Odessa (originaltitel "The Odessa File"), i vilken den västtyske journalisten Peter Miller beslutar sig för att spåra Eduard Roschmann. Romanen filmatiserades 1974, med samma titel. Peter Miller gestaltas av Jon Voight och i rollen som Eduard Roschmann ses Maximilian Schell. Ronald Neame står för regin.